# Om 7 flickor
Om 7 flickor är en svensk dramafilm från 1973 i regi av Carl-Johan Seth och Hans Dahlberg.

## Om filmen
Filmen premiärvisades 17 december 1973 på biograf  Spegeln i Stockholm. Den spelades in på Viggbyholmsskolan av Petter Davidson. Som förlaga har man Carl-Johan Seths bok Ja skiter i varenda jävla pundhuve som utgavs under pseudonymen Erik Torstensson 1970. Seth dramatiserade själv boken till pjäsen Om 7 flickor som uruppfördes på Dramatens lilla scen 1971.

## Roller i urval
- Bergljót Árnadóttir - Marie-Louise "Maria" Thörngren
- Lena Brogren - Nillan, vårdare
- Agneta Ehrensvärd - Åsa
- Stig Ossian Ericson - Stenson
- Roland Hedlund - Gustav, övertillsyningsman
- Folke Hjort - Svegås, vårdare
- Jan Koldenius - Sven, vårdare
- Åsa Melldahl - Elsa
- Ann Sofi Nilsson - Gun
- Lise-Lotte Nilsson - Barbro
- Gunilla Nyroos - Maj
- Eva Kristin Tangen - Gudrun
- Kjell Bergqvist - kille tillsammans med Maj
- Jan Jönson - kille tillsammans med Maj

## Filmmusik i urval
- Sångerna i filmen framförs av Tommy Körberg
- Här har du ditt liv, kompositör Erik Nordgren
- Romance in Paris, kompositör Daniel J White
- Min soldat, kompositör och text Jokern
- If I Had the Power, kompositör och text Gösta Wälivaara
- No Can Do, kompositör Nat Simon, text Charlie Tobias
- Snövit och de 7 dvärgarna, kompositör Berndt Egerbladh, text Karin Ljungman
- Om 7 flickor, kompositör Lars Färnlöf, text Lars Bagge